# Ostsibirischer Laika
Der Ostsibirischer Laika (russisch: Восточносибирская лайка, Vostotchno-Sibirskaia Laika) ist eine von der FCI anerkannte Hunderasse. Sie gehört zur Gruppe 5, Sektion 1: Nordische Schlittenhunde. Die Ursprünge stammen der aus Teilen Sibiriens, östlich des Flusses Jenissei.

## Geschichte
Vor den 1940er Jahren gab es in ganz Ostsibirien viele regionale Schläge, die für verschiedene Zwecke genutzt wurden, darunter Hundeschlittenfahrten, Jagd und Rentierhaltung. Während der Sowjetzeit gab es Bestrebungen, Hunde nach ihrer Spezialisierung zu klassifizieren und ähnliche einheimische Hunde in großen geografischen Zonen zusammenzufassen. Daher konzentrierten sich viele Experten ausschließlich auf Laikas als Vorstehjäger und schlossen Hüte- und Schlitten-Laikas gänzlich aus. Dies erwies sich jedoch als problematisch, da die primitive Natur der Laikas zu einer geringeren Spezialisierung als bei anderen Rassen führte und die Größe dieser Regionen es schwierig machte, einen einheitlichen Hund zu züchten. Die Rassenbezeichnung wurde auf dem All-Union Cynological Congress im Jahr 1947 für Hunde aus der Baikalseeregion, der Oblast Irkutsk, dem Evenki Autonomous Okrug sowie dem Amur-Einzugsgebiet und den Küstenregionen festgelegt. Im Jahr 1949 wurden ein provisorischer Standard für den Ostsibirischen Laika verabschiedet, 1981 der erste offizielle Standard. Der heutige Standard wurde am 13. Oktober 2010 veröffentlicht. Es gibt heute eine große Population der Rasse im europäischen Teil von Russland, speziell in der Gegend von Leningrad, Smolensk, Tyer und Teilen der Gegend um Moskau. Der Ostsibirische Laika wird auch in Skandinavien anerkannt. Die systematische Zucht begann bereits in den 1970er Jahren in staatlichen Zwingern in Irkutsk und in Leningrad. Laut einer genetischen Studie aus dem Jahr 2011 gehören ostsibirische Laika und nicht bellende Basenji-Hunde aus der Demokratische Republik Kongo und dem Sudan zur Y-Chromosom-Haplogruppe HG9.

## Beschreibung
Die Rüden sind 57 bis 64 Zentimeter, die Weibchen mit 53 bis 60 Zentimetern. Die Fellfarbe ist Schwarz und Braun, mit hellen Flecken (Karamis genannt), grau, gefleckt, getickt, weiß, grau, schwarz, rot und braun in allen Schattierungen. Als echte Gebrauchsunterschiede sehen die gegendtypisch unterschiedlich aus. Es gibt zwei Hauptschläge: Evenki und Irkutsk, andere kleinere Varianten sind Jakutien, Amur und Tofolar. Diese Arten unterscheiden sich in Farbe und Körperbau, da der Ostsibirische Laika immer noch eine vielfältigere Mischlingsrasse ist als andere anerkannte russische Laika. Der Ostsibirische Laika hat fast quadratische Proportionen, ist am Widerrist etwas höher als an der Kruppe, mit kräftigen Knochen. Die Kopfform variiert je nach regionalem Schlag. Die Ohren sind aufrecht und dreieckig, der Schwanz wird gebogen über dem Rücken getragen. Das Fell ist ein mittellanges Doppelhaar mit glattem, grobem Deckhaar und einer weichen, dicken Unterwolle.

## Verwendung
Diese in Russland beheimatete Jagdhundrasse ist neben dem Einsatz als Schlittenhund, einer der wichtigsten Jagdhunde in der Taiga Gegend und auch in den Berggegenden von Zentral- und Ostsibirien. Er wird für eine Vielzahl von Klein- und Großwildarten eingesetzt, bei der Jagd auf Marder, Zobel und Auerhühnern, bis hin zu Elchen, Bären, Wildschweinen und Berglöwen.

## Temperament
Der Ostsibirische Laika wird als menschenfreundlich beschrieben, hat einen ausgeprägten Jagdtrieb und einen starken, ausgeglichenen Charakter. Der Laika wird an Orten der ursprünglichen Zucht auch als Wachhund eingesetzt. Er ist gut an die rauen klimatischen Bedingungen der bergigen sibirischen Taiga angepasst.